# ماگدالنا گورسکا
ماگدالنا گورسکا (لهستانی: Magdalena Górska؛ زادهٔ ۲۱ سپتامبر ۱۹۸۱) بازیگر اهل لهستان است.
از فیلم‌ها یا مجموعه‌های تلویزیونی که وی در آن‌ها نقش داشته‌است، می‌توان به تستوسترون، قواعد بازی، مقدرشده برای بلوز، کارآگاهان جنایی، قانون حقیقی، پدر متیو، طایفه، ماگدا ام.، عشق اول، ع چون عشق، هتل ۵۲ و در خوشی و سختی اشاره نمود.